# Jean-Marie Collot d'Herbois
Jean-Marie Collot, conocido como Collot d'Herbois o simplemente d'Herbois (19 de junio de 1749, París - 8 de junio de 1796, Cayena), fue un actor, dramaturgo, ensayista y revolucionario francés. Fue miembro del Comité de Seguridad Pública durante el Reinado del Terror, y mientras salvaba a Madame Tussaud de la Guillotina, logró la ejecución de más de 2.000 personas en la ciudad de Lyon.

## Juventud
Nacido en París, Collot dejó su casa en la rue St. Jacques cuando era adolescente para unirse a los teatros itinerantes de la Francia provincial. Su carrera actoral moderadamente exitosa, complementada con una vigorosa efusión de obras para el escenario, lo llevó de Burdeos en el sur de Francia a Nantes en el oeste y Lille en el norte e incluso a la República Holandesa, donde conoció a su esposa.
En 1784 se convirtió en director de teatro en Ginebra, Suiza, y luego en la prestigiosa casa de espectáculos de Lyon en 1787. Con el estallido de la Revolución en 1789, lo dejó todo y regresó a París, donde su voz de actor principal, su habilidad para escribir y su capacidad para organizar y dirigir fiestas (fiestas cívicas) a gran escala lo harían famoso.

## Activismo
Contribuyó a la agitación revolucionaria desde el principio; pero no fue hasta 1791 que se convirtió en una figura importante. Con la publicación de L'Almanach du Père Gérard, un libro que abogaba por una monarquía constitucional en términos populares, adquirió repentinamente una gran popularidad.
Su fama pronto se vio aumentada por su participación en favor de los suizos del Regimiento Château-Vieux, condenados a galeras por motín. Los esfuerzos de Collot d'Herbois dieron como resultado su liberación; fue a Brest a buscarlos; y se celebró una fiesta cívica en su nombre y el de ellos, que dio lugar a un poema de André de Chénier.
Sus puntos de vista se volvieron cada vez más radicales. Collot d'Herbois fue miembro de la Comuna de París durante la insurrección del 10 de agosto de 1792 y fue elegido diputado por París en la Convención Nacional. El primer día de la Convención (21 de septiembre de 1792), fue el primero en exigir la abolición de la monarquía francesa. Collot d'Herbois votó más tarde a favor de la muerte de Luis XVI "sans sursis" ("sin demora").

## Terror, Termidor, Deportación y Muerte
Estaba comprometido en la lucha entre la Montaña y los girondinos. Después del golpe de estado de François Hanriot del 31 de mayo de 1793, se destacó en su ataque al derrotado partido girondino. Junto con su amigo cercano Billaud-Varenne, se sentó en el extremo izquierdo de la Convención, atacando a los especuladores y proponiendo programas igualitarios. En junio fue nombrado presidente de la Convención; y en septiembre se incorporó al Comité de Seguridad Pública, donde actuó como una especie de secretario general.
Después de haberle confiado varias misiones a Niza, Nevers y Compiègne, la Convención lo envió con Joseph Fouché, el 30 de octubre de 1793, para castigar la revuelta de Lyon. Allí, marcó el comienzo del Reinado del Terror en su forma más violenta, con ejecuciones en masa, incluidos más de cien sacerdotes y monjas, y comenzó el desmantelamiento de la ciudad misma. Su comportamiento excesivo llevó al Comité de Seguridad Pública a devolver a Collot a París como sospechoso.
El mes de mayo de 1794 vio intentos de asesinato contra sí mismo el 23 y contra Maximilien Robespierre el 25. Como Collot fue acusado de masacre y destrucción excesivas y sospechaba que pronto podría ser arrestado y ejecutado, se opuso a Robespierre durante la Reacción termidoriana, cuando presidió la Convención durante su sesión inicial. A pesar de este cambio de actitud, Collot d'Herbois fue acusado de complicidad con Robespierre, los dos habían sido anteriormente compañeros en la Comisión de Seguridad Pública, pero fue absuelto. Denunciado por segunda vez, se defendió alegando haber actuado por la Revolución; pero en marzo de 1795 se le ordenó con Bertrand Barère de Vieuzac y Billaud-Varenne que lo transportaran a Cayenne, Guayana Francesa, donde ejerció una breve influencia revolucionaria antes de morir de fiebre amarilla en 1796.

## Obras
Comenzando su carrera literaria en 1772 con la aclamada Lucie, ou les Parents imprudents y terminando en 1792 con L'Aîné et le cadet, Collot fue un consumado, aunque menor, dramaturgo en un período turbulento en el escenario francés.
Antes de la Revolución escribió al menos quince obras, diez de las cuales han sobrevivido, incluida Lucie, una adaptación de William Shakespeare y Las alegres comadres de Windsor (como M. Rodomont, o l'Amant loup-garou), y una adaptación de El Alcalde de Zalamea de Pedro Calderón de la Barca (como Il ya bonne justicia, o le Paysan magistrat). Durante los primeros tres años de la Revolución, escribió al menos siete obras más, seis de las cuales han sobrevivido, haciendo malabares con los temas de amor lloroso de Le drame burguois con temas y mensajes políticos en obras como L'Inconnu, o Le préjugé vaincu y Sócrates.
En 1791, escribió el galardonado L'Almanach de père Gérard, un relato ficticio de la moralidad revolucionaria que se convirtió en el mejor vendedor de la época, estableciendo sus credenciales políticas en el proceso.
También fue uno de los autores de la primera constitución republicana francesa, redactada en 1793 pero nunca aplicada.

## Algunas obras
- Le Bénéfice
- Le Bon Angevin ou l'Hommage du cœur
- La Famille patriote
- Lucie ou les Parents imprudents
- Le Paysan magistrat
- Socrate
- Le Vrai généreux ou les Bons mariages
- L'almanach du Père Gérard (Paris, 1791). Nueva edición titulada Etrennes aux amis de la Constitution française, ou entretiens du Père Gérard avec ses concitoyens (París, 1792)